# Президент Кот-д'Івуару
Президент Республіки Кот-д'Івуар — головна посадова особа держави Кот-д'Івуар. Посада виникла з проголошенням незалежності Кот-д'Івуару в 1960 році. Президент Кот-д'Івуару є головою держави і головнокомандувачем збройних сил, призначає прем'єр-міністра. Обирається на всенародних виборах терміном на 5 років. Конституція від 3 листопада 1960 р. наділяла президента повноваженнями одночасно і голови держави і уряду. Нова конституція від 1 серпня 2000 р. передала частину повноважень прем'єр-міністру.

## Перелік президентів Кот-д'Івуару
| Порядок | Ім'я               | Портрет | Початок повноважень | Закінчення повноважень | Примітки |
| ------- | ------------------ | ------- | ------------------- | ---------------------- | -------- |
| 1       | Фелікс Уфуе-Буаньї |         | 3 листопада 1960    | 7 грудня 1993          |          |
| 2       | Анрі Конан-Бедьє   |         | 7 грудня 1993       | 24 грудня 1999         |          |
| 3       | Робер Геї          |         | 24 грудня 1999      | 26 жовтня 2000         |          |
| 4       | Лоран Гбагбо       |         | 26 жовтня 2000      | 11 квітня 2011         |          |
| 5       | Алассан Уаттара    |         | 4 грудня 2010       |                        |          |